# Dave Alexander (Bluesmusiker)

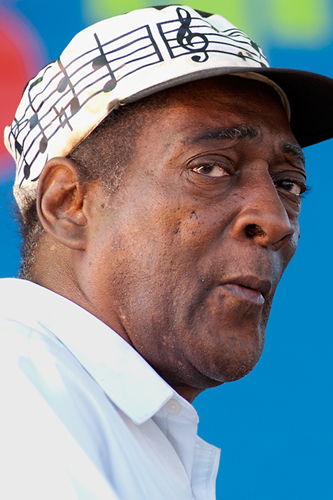
Dave Alexander (September 2007)

Dave Alexander, auch bekannt unter den Namen Omar Shariff und Omar Hakim Khayam (* 10. März 1938 in Shreveport, Louisiana; † 8. Januar 2012 in Marshall, Texas), war ein US-amerikanischer Blues-Pianist und Sänger. Er wird dem West Coast Blues zugerechnet.

## Leben
Geboren in Louisiana wuchs Alexander in Marshall in Texas auf. Seine Eltern ermunterten ihn, Klavier zu spielen. 1955 ging Alexander zur Navy. 1957 zog er nach Oakland in Kalifornien und begann, in der Blues-Szene der San Francisco Bay Area zu musizieren. Im Laufe der Zeit trat er mit so bekannten Größen wie Big Mama Thornton, Jimmy Witherspoon, Muddy Waters, Buddy Guy und Albert Collins auf.
1968 machte Alexander seine ersten eigenen Aufnahmen, die auf dem Sampler Oakland Blues erschienen. Anfang der 1970er veröffentlichte er einige Alben unter seinem Geburtsnamen. Nachdem er den Künstlernamen Omar Shariff angenommen hatte, dauerte es fast zwei Jahrzehnte, bis ein neues Album erschien.
1970 spielte Alexander auf dem Ann Arbor Blues and Jazz Festival, seit 1973 oft auf dem San Francisco Blues Festival und tourte auch in Europa.
1993 war Alexander für einen Handy Award nominiert. Er schrieb mehrere Artikel für das Magazin Living Blues.

## Diskografie (Auswahl)
- The Rattler (1972)
- The Dirt on the Ground (1973)
- Baddass (1996)
- Omar the Magnificent (1997)
- Anatomy of a Woman (1998)
- Black Widow Spider (2000)